# Родригес Саа, Адольфо
Адольфо Родригес Саа Паэс Монтеро (исп. Adolfo Rodríguez Saá Páez Montero; род. 25 июля 1947, Сан-Луис) — аргентинский политик, временный президент Аргентины с 23 по 30 декабря 2001 года, член перонистской Хустисиалистской партии. Стал известен объявлением крупнейшего в истории дефолта.

## Биография
Родился в известной и богатой провинциальной семье политиков — потомков активного участника гражданских войн арабского происхождения Хуана Саа. Брат Адольфо, Альберто, в настоящее время является губернатором провинции Сан-Луис. В 1971 году окончил Университет Буэнос-Айреса, факультет права и социальных наук. После падения военной хунты в 1983 году Адольфо был избран губернатором провинции Сан-Луис.
В 2001 году в Аргентине произошло резкое ухудшение экономического положения вследствие экономического кризиса. Правительство было вынуждено выплачивать проценты по кредитам, сокращая зарплаты, задерживая выплату пенсий и ограничивая снятие наличных денег с банковских счетов. В декабре в стране начались массовые беспорядки, которые привели к гибели 20 человек к 20 декабря. 21 декабря президент Фернандо де ла Руа ушёл в отставку. После его отставки исполняющим обязанности президента должен был стать вице-президент, но он ушёл в отставку ещё раньше, и и. о. президента стал председатель Сената Рамон Пуэрта, однако он пробыл в должности всего 48 часов. За это время на экстренном собрании парламента временным президентом был избран Саа, представитель оппозиционной, но составлявшей большинство в парламенте Хустисиалистской партии. За него отдали голоса 169 депутатов Конгресса, 138 голосовали против.
В своём первом заявлении Саа объявил о приостановке выплаты внешнего долга, который к тому времени достиг 132 миллиардов долларов. При этом он отказался проводить девальвацию песо, которое было привязано к доллару в соотношении 1:1. Он также объявил о намерении использовать средства, которые должны были пойти на выплату внешнего долга, на сокращение безработицы путём открытия миллиона новых рабочих мест и на прямое обеспечение населения продовольствием. К 25 декабря было упразднено министерство экономики, чей руководитель Доминго Кавальо считался одним из главных виновников кризиса, а также сформировано новое правительство. Через несколько дней, однако, все назначенные министры подали заявления об отставке.
30/31 декабря подал в отставку и сам Саа, обосновав это нехваткой поддержки своей антикризисной программы в Хустисиалистской партии, хотя отмечается, что важным фактором послужили непрекращающиеся беспорядки. После отставки ему удалось сохранить имидж сильного президента, что обеспечило ему определённую популярность в обществе.
Выдвигался в президенты на выборах 2003 (четвёртое место), 2007 (четвёртое место), 2011 (четвёртое место) и 2015 (шестое место) годов.